# Францішек Гонгор

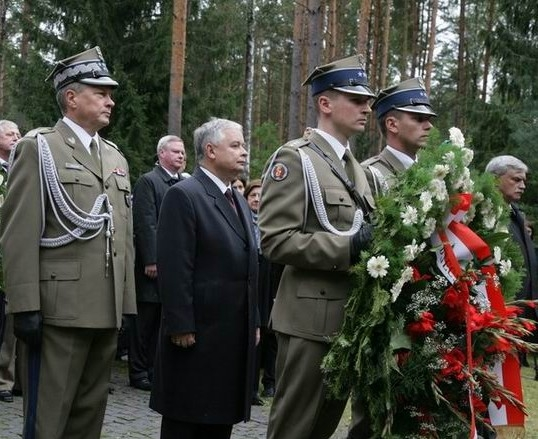
Генерал Францішек Гонгор (ліворуч) під час візиту до Катині поруч з президентом Республіки Польща Лехом Качинським (17 вересня 2007 року)

Генерал Францішек Гонгор (Варшава, 15 серпня 2008 року)

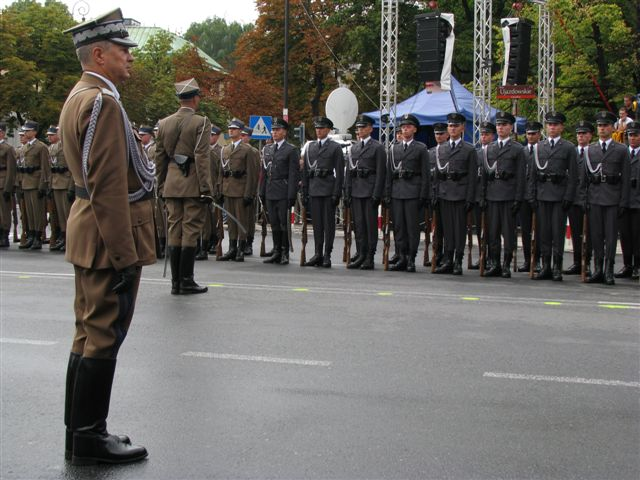
Генерал Францішек Гонгор під час військового параду до Дня Війська Польського (Варшава, 15 серпня 2008 року)

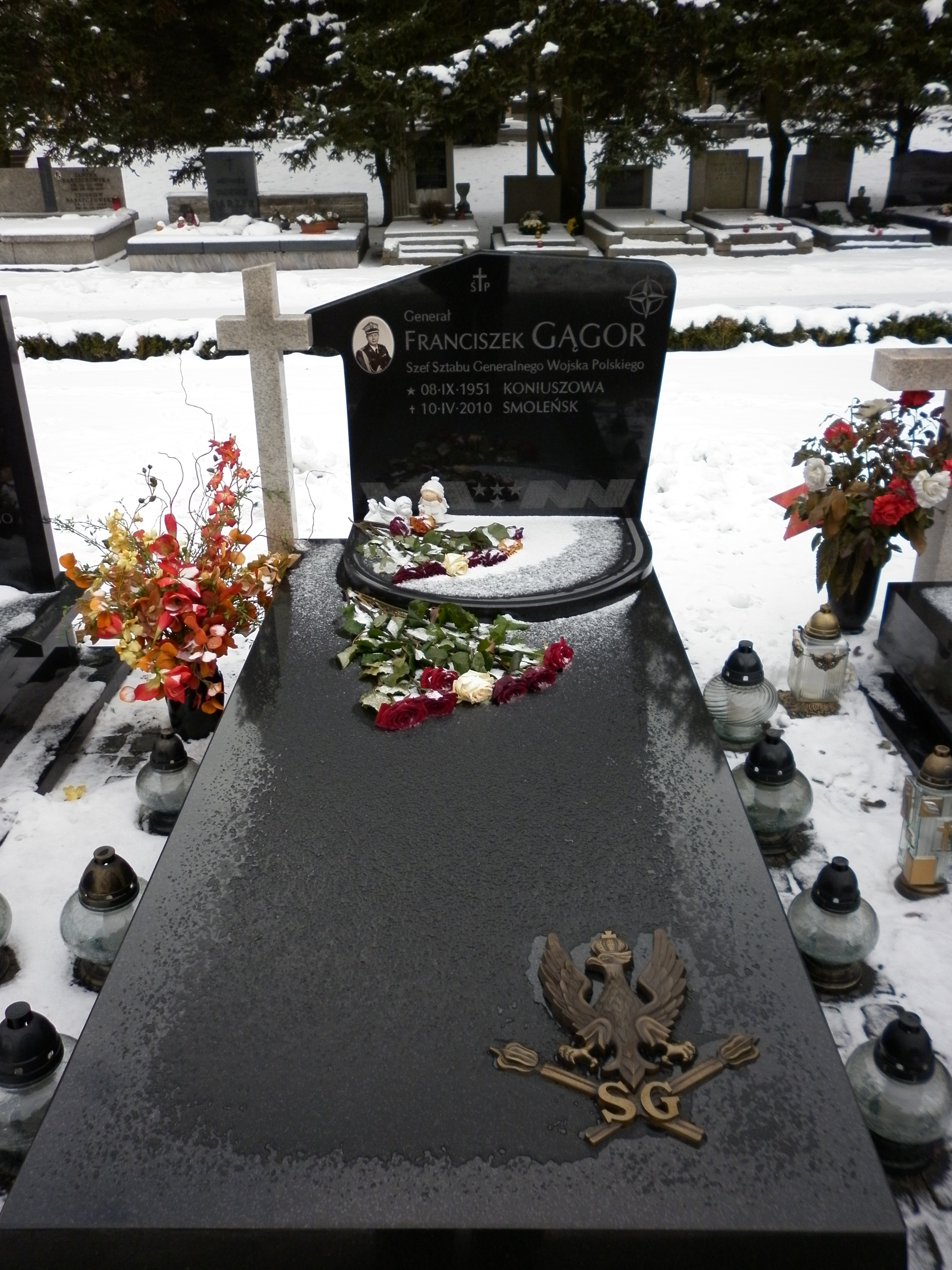
Могила генерала Францішека Гонгора на цвинтарі Повонзки (лютий 2011 року)

Францішек Гонгор (пол. Franciszek Gągor; 8 вересня 1951, Конюшова, ПНР — 10 квітня 2010, Смоленськ, Росія) — генерал Збройних сил Польщі, доктор військових наук, начальник Генерального штабу Війська Польського (2006–2010), фахівець у галузі розвідувальних та миротворчих операцій.

## Освіта
Випускник 1-го загальноосвітнього ліцею імені Яна Длугоша в Новому Сончі (1969). У 1969–1973 роках навчався у Вищій офіцерській школі сухопутних військ Вроцлава. Випускник Університету імені Адама Міцкевича у Познані (англійська філологія, 1983) та Академії оборони НАТО в Римі (тактика, 2001). У 1998 році в Академії національної оборони у Варшаві захистив дисертацію на тему «Міжнародні миротворчі операції та їх місце в сучасній доктрині оборони Республіки Польща» та здобув науковий ступінь доктора військових наук. У 2002 році закінчив аспірантуру зі стратегічних та оперативних досліджень в Національному університеті оборони США у Вашингтоні.

## Військова служба
З підвищенням до офіцерського звання розпочав службу в 2-му Судетському полку бронетанкових військ, де спочатку був командиром розвідувального взводу, а згодом розвідувальної роти. У 1978 році призначений старшим викладачем Вищої офіцерської школи механізованих сил. З 1988 по 1990 роки був старшим оперативним офіцером військових контингентів Головного управління бойової підготовки Війська Польського, після чого працював у Колегії військових закордонних справ.
У 1976–1977 роках, будучи старшим офіцером оперативного складу польського контингенту, брав участь у миротворчій місії II надзвичайних миротворчих сил ООН у Єгипті (UNEF II). З 1980 по 1985 роки очолював Оперативний відділ Польського військового контингенту в Сирії у моніторинговій місії Сил ООН на Голанських висотах (UNDOF), а в 1989–1990 роках працював заступником начальника відділу матеріально-технічного забезпечення сил ООН у цій же операції. У 1991 році став заступником командуючого польським контингентом під час війни в Перській затоці, а в 1992 році працював заступником командира сектору Спостережної місії ООН в Іраку та Кувейті (UNIKOM).
У лютому 1992 року обійняв посаду начальника управління Департаменту зовнішніх зв'язків та миротворчої діяльності Військової ради закордонних справ, у липні того ж року призначений керівником Військового департаменту миротворчої діяльності Департаменту. З травня 1993 року продовжив службу на тій же посаді у Департаменті військових закордонних справ Міністерства національної оборони у Варшаві, після чого був директором Бюро контролю над озброєннями та міжнародними місіями — заступник директора (1994–1996) та директор департаменту (1996–1999). У 1999 році став керівником Генерального оперативного управління Р-3 Генерального штабу Війська Польського у Варшаві.
У 2003 році очолив Моніторингову місію Організації Об'єднаних Націй в Іраку та Кувейті, після чого працював командувачем Сил Моніторингового Відділу ООН на Голанських висотах. У 2004–2006 роках був польським військовим представником у Військових комітетах НАТО та Європейського Союзу в Брюсселі. 27 лютого 2006 року став начальником Генерального штабу Війська Польського.
Загинув 10 квітня 2010 року в катастрофі польського літака Ту-154М у Смоленську. Труна з його тілом прибула до Польщі 16 квітня 2010 року о 22:00. 21 квітня його поховали у меморіалі жертв Смоленської катастрофи на Військовому цвинтарі Повонзки.

### Присвоєння звань
- підпоручник – 1973
- поручник – 1976
- капітан – 1980
- майор – 1985
- підполковник – 1989
- полковник – 1993
- бригадний генерал – 1997
- генерал дивізії – 2003[5]
- генерал броні – 2006[6]
- генерал – 2006[7]

## Вшанування пам'яті
20 квітня 2010 року на території штаб-квартири Генерального штабу Війська Польського у Варшаві встановлено меморіальну дошку на честь генерала Гонгора, а 15 серпня того ж року меморіальну дошку встановлено на території штаб-квартири Міністерства національної оборони Ісламської Республіки Афганістан в Кабулі.
14 липня 2010 року на IX Надзвичайному національному конгресі делегатів Союзу Польської Народної Армії була прийнята резолюція про зміну назви на Союз ветеранів та резервістів Польської армії імені генерала Францішека Гонгора.
3 вересня 2011 року ім'я генерала Францішка Гонгора присвоєно Комплексу шкіл в Конюшові, де також створена меморіальна кімната та встановлена пам'ятна дошка.
11 жовтня 2011 року у Військовому технічній академії імені Ярослава Домбровського у Варшаві відкрито пам'ятну дошку, присвячену генералу Францішеку Гонгору , а 25 жовтня того ж року з нагоди 93-ї річниці відродження Генерального штабу Війська Польського — пам'ятну дошку у штабі Генерального штабу Війська Польського.
27 квітня 2012 року аудиторія та конференцзал у штаб-квартирі Академії націлнальної оборони названі на честь генерала Гонгора.
7 вересня 2012 року ім'я генерала Францішека Гонгора присвоєно Спілці ветеранів та резервістів Війська Польського.
8 вересня 2012 року туристичному маршруту Новий Сонч — Пташкова присвоєно ім'я генерала.
16 серпня 2013 року його погруддя встановлено на цвинтарі полеглих у Варшавській битві в Оссові.
8 вересня 2014 року на залізничній станції в Новому Сончі  відкрито пам'ятну дошку генералу Гонгору.

## Відзнаки
- Великий Хрест Ордена Відродження Польщі (посмертно, 2010)[18]
- Офіцерський Хрест Ордена Відродження Польщі (2005)[19]
- Лицарський Хрест Ордена Відродження Польщі (1998)[20]
- Золотий Хрест Заслуги (1991)
- Золота Медаль «За довголітню службу» (2008)
- Золота Медаль «Збройні сили на службі Вітчизні»
- Срібна Медаль «Збройні сили на службі Вітчизні»
- Бронзова Медаль «Збройні сили на службі Вітчизні»
- Золота Медаль «За заслуги в обороні країни»
- Срібна Медаль «За заслуги в обороні країни»
- Бронзова Медаль «За заслуги в обороні країни»
- Медаль «Pro Memoria»
- Медаль за Заслуги від Асоціації ветеранів миротворчих операцій ООН
- Відзнака парашутиста
- Орден Почесного легіону (Légion d’honneur, 17 грудня 2008, Франція)[21]
- Легіон Заслуг (Legion of Merit, 22 травня 2008, США)[22]
- Великий Хрест Ордена Заслуг (Ordem do Mérito, 1 вересня 2008, Португалія)[23]
- Почесний знак Пржемисла Отакара II, Короля Залізного і Золотого (Čestný odznak Přemysla Otakara II., krále železného a zlatého, 1 березня 2007, Чехія)[24][25]
- Військовий Хрест заслуг (Meritorious Service Cross – Military Division, 13 квітня 2011, Канада, посмертно)[26]
- Медаль Асоціації ветеранів миротворчих операцій ООН за участь у місії UNEF II
- Медаль Асоціації ветеранів миротворчих операцій ООН за участь у місії UNDOF
- Медаль Асоціації ветеранів миротворчих операцій ООН UNIKOM

## Приватне життя
Був одружений (дружина Люцина) та мав двох дітей (Міхал та Катажина). Вільно володів англійською мовою, знав російську та французьку мови. Цікавився історією, аналоговою фотографією та тенісом. Разом з Кшиштофом Пашковським написав книгу під назвою «Міжнародні миротворчі операції в оборонній доктрині Республіки Польща» (пол. Międzynarodowe operacje pokojowe w doktrynie obronnej Rzeczypospolitej Polskiej, 1999).